# Muiredach IV mac Eochocáin
Muiredach IV mac Eochocáin (zm. 895 r.) – król Ulaidu (Ulsteru) od 893 r. do swej śmierci, syn króla Ulaidu Eochocána mac Áeda (zm. 883 r.) oraz prawdopodobnie Inderb, córki Máel Dúina III mac Áeda, króla Ailechu. 
Objął tron po śmierci Bécca II mac Airemóin, swego brata stryjecznego, zabitego z ręki Aithéida. Panował razem z dalekim kuzynem Máelem Mocheirge mac Indrechtaig, bratem Cathalána mac Indrechtaig, w latach 893-895. Źródła podały, że zginął z ręki Aidéida (Aitítha) mac Laigne, zabójcy poprzedniego króla. Tenże był królem Uí Echach Cobo oraz w szóstym stopniu potomkiem Fergusa V mac Áedáin, króla Ulaidu. Máel Mocheirge mac Indrechtaig odtąd rządził samodzielnie.